# Cartoonito (Medio Oriente y África)
Se usa el nombre Cartoonito EMEA para denominar a dos canales de televisión de programación infantil: Cartoonito Africa, disponible para África subsahariana,  y Cartoonito MENA, disponible para Medio Oriente, el norte de África, Grecia y Chipre. Ambas señales son propiedad de Warner Bros. Discovery.

## Historia
Boomerang EMEA fue lanzado al aire el 5 de junio de 2005 con cobertura para Europa, Medio Oriente y África (EMEA, por sus siglas en inglés); en Europa se distribuía en países que de por sí no tuviesen cobertura de alguna señal local del canal. Transmitía en inglés, con pistas de audio en polaco y húngaro para Polonia y Hungría, respectivamente. 
En diciembre de 2005, se agregó una pista de audio en griego para Grecia y Chipre.
Boomerang lanzó su propio sitio web para África, BoomerangTVAfrica.com, estrenado en 2010. Sin embargo, de forma temporal, este redirigía a BoomerangHQ.net. 
En 2008, Boomerang añadió una pista de audio en árabe. En octubre de 2010, añadió además una pista de audio en rumano con cierta programación doblada.
El 12 de octubre de 2011, se lanzó una señal de Boomerang solo para Europa Central y Oriental (denominada CEE por sus siglas en inglés, inicialmente con cobertura para Polonia, Hungría y Rumania) la cual se separó de la señal principal (EMEA), con horarios de programación distintos. A partir de ese momento, se agregó un bloque preescolar llamado Cartoonito en ambas señales (EMEA y CEE). A pesar de la división de señales, Boomerang EMEA siguió emitiéndose en Holanda, la región belga de Flandes, Portugal, Grecia, Chipre y en ciertas operadoras de Chequia.
En Boomerang EMEA, el bloque Cartoonito cesó sus emisiones el 1 de enero de 2014.
La señal EMEA cesó sus emisiones en Portugal el 31 de diciembre de 2013 al ser lanzada la señal portuguesa de Cartoon Network. No obstante, Boomerang lanzó una versión del canal para Portugal en 2015, primero disponible solamente para Angola y Mozambique. Esta señal se estrenó finalmente en Portugal en abril de 2018.
El 1 de noviembre de 2014, Boomerang EMEA dejó de ser distribuido en Holanda, la región belga de Flandes y en Chequia, y fue reemplazado por la señal CEE. Los únicos países europeos en seguir recibiendo la señal EMEA para ese entonces eran Grecia y Chipre.
El 14 de enero de 2015, Boomerang EMEA estrenó nuevas gráficas y nuevo logo, además de cambiar su denominación a Boomerang África.
El 1 de julio de 2016, se lanzó Boomerang Medio Oriente y Norte de África (MENA, por sus siglas en inglés), señal del canal dirigida a esas regiones, en reemplazo de Boomerang Africa. Esta señal emite tanto en inglés como en árabe y emite nativamente en alta definición. En Grecia y Chipre, Boomerang MENA reemplazó a la señal africana del canal con la adición de una pista de audio en griego para ciertos programas.
Boomerang África cambió su relación de aspecto de 4:3 a 16:9 el 21 de septiembre de 2016. El 4 de marzo de 2019, comenzó a emitir en alta definición.
El 25 de marzo de 2023, Boomerang África se convierte en Cartoonito África.

## Logotipos

2005-2015
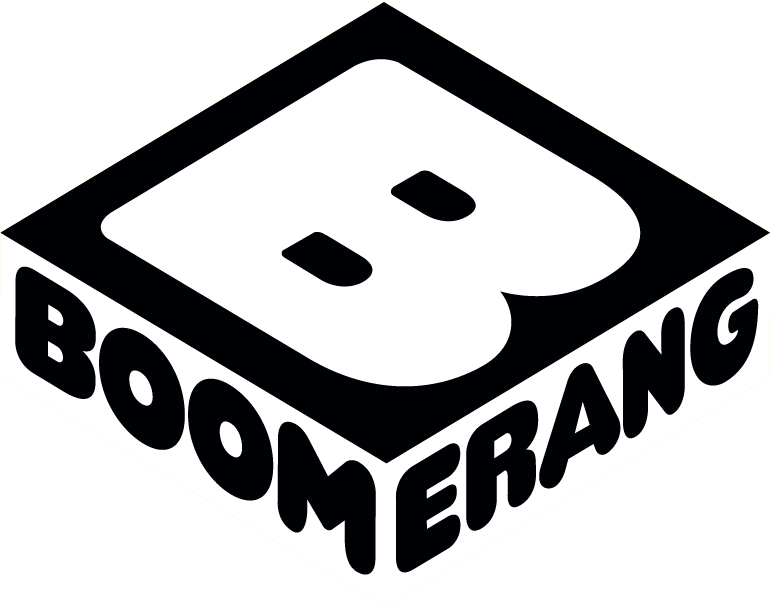
2015-2023
Desde 2023